# International Holding Company
Die International Holding Company (IHC) ist eine Holdinggesellschaft mit Hauptsitz in Abu Dhabi, Vereinigte Arabische Emirate, welche ein diversifiziertes Portfolio an In- und ausländischen Investments verwaltet. Das Konglomerat soll enge Beziehungen zum Herrscherhaus von Abu Dhabi unterhalten. Der Chairman des Unternehmens ist Scheich Tahnoon bin Zayed al-Nahyan, welcher auch als nationaler Sicherheitsberater des Landes fungiert und zusätzlich zwei Staatsfonds verwaltet.
Das Unternehmen ist börsennotiert und wies 2024 eine Marktkapitalisierung von 240 Milliarden US-Dollar auf. Nachdem die Royal Group 40 Unternehmen im Wert von 4,7 Milliarden US-Dollar an die IHC transferiert hatte, wuchs der Aktienkurs der Gesellschaft zwischen 2019 und 2024 um 42.000 Prozent, womit es zum zweitwertvollsten Unternehmen in den Golfstaaten nach Saudi Aramco aufstieg. Diese Transformation fällt mit der Zeit von Tahnoon bin Zayed al-Nahyan als Chairman der Gruppe zusammen. Die Mehrheit der Anteile (knapp 60 %) an dem Unternehmen wird von der Royal Group kontrolliert.

## Geschichte
IHC wurde 1998 unter dem Namen Asmak gegründet und war zunächst im Fischereisektor tätig. Schnell entwickelte sich das Unternehmen zu einem regionalen Marktführer im Export von Meeresfrüchten. Der Börsengang des Unternehmens erfolgte 2005 an die Börse von Abu Dhabi.
In den folgenden Jahren begann IHC eine Reihe strategischer Akquisitionen und Diversifizierungen, die mit dem Erwerb von ESPL-Grundstücken im Jahr 2008 zu einer Expansion in verschiedene Sektoren, einschließlich Immobilien, führte. Bis 2013 war IHC durch diese strategischen Schritte erheblich gewachsen.
2020 wurden drei seiner Tochtergesellschaften an der Abu Dhabi Securities Exchange notiert. Im folgenden Jahr beschleunigte sich der Wachstumskurs von IHC, als das Unternehmen weitere Tochtergesellschaften an die Börse brachte, darunter Alpha Dhabi, ESG und Al Seer Marine, und zum wertvollsten Unternehmen an der Börse von Abu Dhabi aufstieg.
IHC setzte seine Expansion im Jahr 2022 fort, schloss einen Investitionsvertrag über 2 Milliarden US-Dollar mit der indischen Adani Group ab und erwarb mit dem Kauf von Anteilen der türkischen Kalyon Enerji einen bedeutenden Anteil im Sektor der erneuerbaren Energien. Im November 2023 erwarb die Gruppe einen Mehrheitsanteil an einer Kupfermine in Sambia für knapp eine Milliarde US-Dollar.

## Investments
Die International Holding Company verwaltet über 100 Investments in den Sektoren:
- Landwirtschaft und Fischerei
- Finanzen
- Gesundheit
- Immobilien und Bau
- Lebensmittel und Getränke
- Energieversorgung
- Industrie
- IT und Kommunikation
- Einzelhandel und Freizeit

Den größten Teil zum Umsatz der Gruppe trugen 2023 das Segment Immobilien und Bau (33,9 %) vor Landwirtschaft und Fischerei (29,6 %) und Lebensmittel und Getränke (6,9 %) bei.